# Buffalo Soapstone
Pour les articles homonymes, voir Buffalo.

Buffalo Soapstone est une census-designated place du borough de Matanuska-Susitna en Alaska aux États-Unis,. Elle fait partie de la zone statistique métropolitaine d'Anchorage et avait une population de 855 habitants en 2010.
La ville est située sur la route Moose Creek, à l'ouest de la Glenn Highway et s'étend à l'ouest de Moose Creek et de Buffalo Creek et au nord de Palmer. Les moyennes des températures vont de −16 °C à −6 °C en janvier et de 7 °C à 19 °C en juillet.
Le borough de Matanuska-Susitna a été créé en tant que communauté rurale agricole. De nombreuses familles en provenance du Michigan, du Wisconsin et du Minnesota s'y sont établies à l'été de 1935, et y vivent encore de cette activité. Toutefois, une grande partie des habitants travaillent à Palmer, à Wasilla et à Anchorage.

## Source et références
- (en) Cet article est partiellement ou en totalité issu de l’article de Wikipédia en anglais intitulé « Buffalo Soapstone, Alaska » (voir la liste des auteurs).

1. ↑  (en) « Buffalo Soapstone, Alaska (IL) detailed profile » [« Données sur Buffalo Soapstone, Illinois »], sur le site city-data.com (consulté le 6 août 2018).
2. ↑  (en) « Buffalo Soapstone », Geographic Names Information System.